# Allersdorf (Gemeinde Weißkirchen in Steiermark)
Allersdorf  ist ein Ort im oberen Murtal in der Steiermark, und Ortschaft und Katastralgemeinde der Gemeinde Weißkirchen in Steiermark im Bezirk Murtal.

## Geographie
Das Dorf liegt auf um die 700 m ü. A. am Südrand des Aichfelds, dem inneralpinen Becken der oberen Mur, 3½ Kilometer südlich von Zeltweg und 7 Kilometer östlich von Judenburg. Es fließt der Feistritzbach vorbei, und die Gaberl Straße B 77 (Judenburg – Knittelfeld), die am Südrand des Aichfelds verläuft, führt durch den Ort.
Die Ortschaft Allersdorf, zu der auch die Rotte Unzdorf nördlich und die Einzellage Zechner im Grund nordwestlich gehören, umfasst knapp 90 Gebäude mit etwa 250 Einwohnern.
Zur Katastralgemeinde Allersdorf, die sich nördlich bis Möbersdorf, westlich bis an die Ortsgrenze von Weißkirchen und südlich bis Donauer (809 m ü. A.) erstreckt, gehören auch noch die Rotte Baumkirchen (eigene Ortschaft) westlich, und die Sankt Maximiliankapelle (Maxlan Kapelle) am bewaldeten Hügel südlich des Orts.
Nachbarorte, -ortschaften und -katastralgemeinden
| Fisching (Ortsch., KG)                 | Möbersdorf (Ortsch.) Unzdorf                | Feistritz (KG)Pichling (Ortsch.) |
| Weißkirchen i.S. Baumkirchen(KG, Gem.) | Kompassrose, die auf Nachbargemeinden zeigt | Großfeistritz (Ortsch.)          |
|                                        | Schoberegg (KG)                             | Hopfgarten (Ortsch.)Farch        |

## Geschichte

### Gemeinde Allersdorf bei Judenburg
Die Gemeinde Allersdorf wurde durch eine 1849 beschlossene Kundmachung der Landes-Gerichts-Einführungs-Kommission geschaffen, und aus den beiden (Katastral-)Gemeinden Allersdorf und Mühldorf gebildet.
Zu dieser Zeit hatte sie 689 Einwohner, 239 in Allersdorf und 459 in Mühldorf. Pfarrort der Gemeinde war Weißkirchen. Sie gehörte zur Bezirkshauptmannschaft Judenburg und zum Gerichts- und Steueramts-Bezirk Judenburg.
Die politische Gemeinde, seit 1952 Allersdorf bei Judenburg genannt, wurde am 1. Jänner 1965 als Gemeinde im Bezirk Judenburg aufgelöst, ihr Gebiet zwischen die Gemeinden Maria Buch-Feistritz und Eppenstein aufgeteilt.
Zum Zeitpunkt ihrer Auflösung bestand die Gemeinde weiterhin aus den Katastralgemeinden Allersdorf und Mühldorf mit insgesamt 20,69 km². Die Einwohnerzahl lag bei der Volkszählung 1961 bei 1020. Zu Maria Buch-Feistritz kam ein Teil der Katastralgemeinde Allersdorf mit 4,45 km² und 262 Einwohnern (Basis 1961). Der Rest sowie die Katastralgemeinde Mühldorf mit insgesamt 16,25 km² und 758 Einwohnern (Basis 1961) wurde Eppenstein zugeschlagen (Teile liegen heute in der Katastralgemeinde Schoberegg).
Zur Gemeinde gehörten die Ortschaften Allersdorf, Baumkirchen und Unzdorf sowie Mühldorf (heute alle zu Weißkirchen in Steiermark).
Mit der steiermärkischen Gemeindestrukturreform wurde Maria Buch-Feistritz und damit Allersdorf am 1. Jänner 2015 nach Weißkirchen in Steiermark fusioniert.

## Sehenswürdigkeiten
Die Filialkirche St. Maximilian (Sankt Maximiliankapelle, Maxlan Kapelle) steht unter Denkmalschutz (Listeneintrag).